# Habrotrocha perforata
Habrotrocha perforata är en hjuldjursart som först beskrevs av Murray 1906.  Habrotrocha perforata ingår i släktet Habrotrocha och familjen Habrotrochidae.

## Underarter
Arten delas in i följande underarter:
- H. p. americana
- H. p. perforata